# Vítonice (Zlín)
Vítonice (in tedesco Witonitz) è un comune della Repubblica Ceca facente parte del distretto di Kroměříž, nella regione di Zlín.